# Bactrocera furvilineata
Bactrocera furvilineata är en tvåvingeart som beskrevs av Drew 1989. Bactrocera furvilineata ingår i släktet Bactrocera och familjen borrflugor. Inga underarter finns listade.